# Sarah Sophia Fane

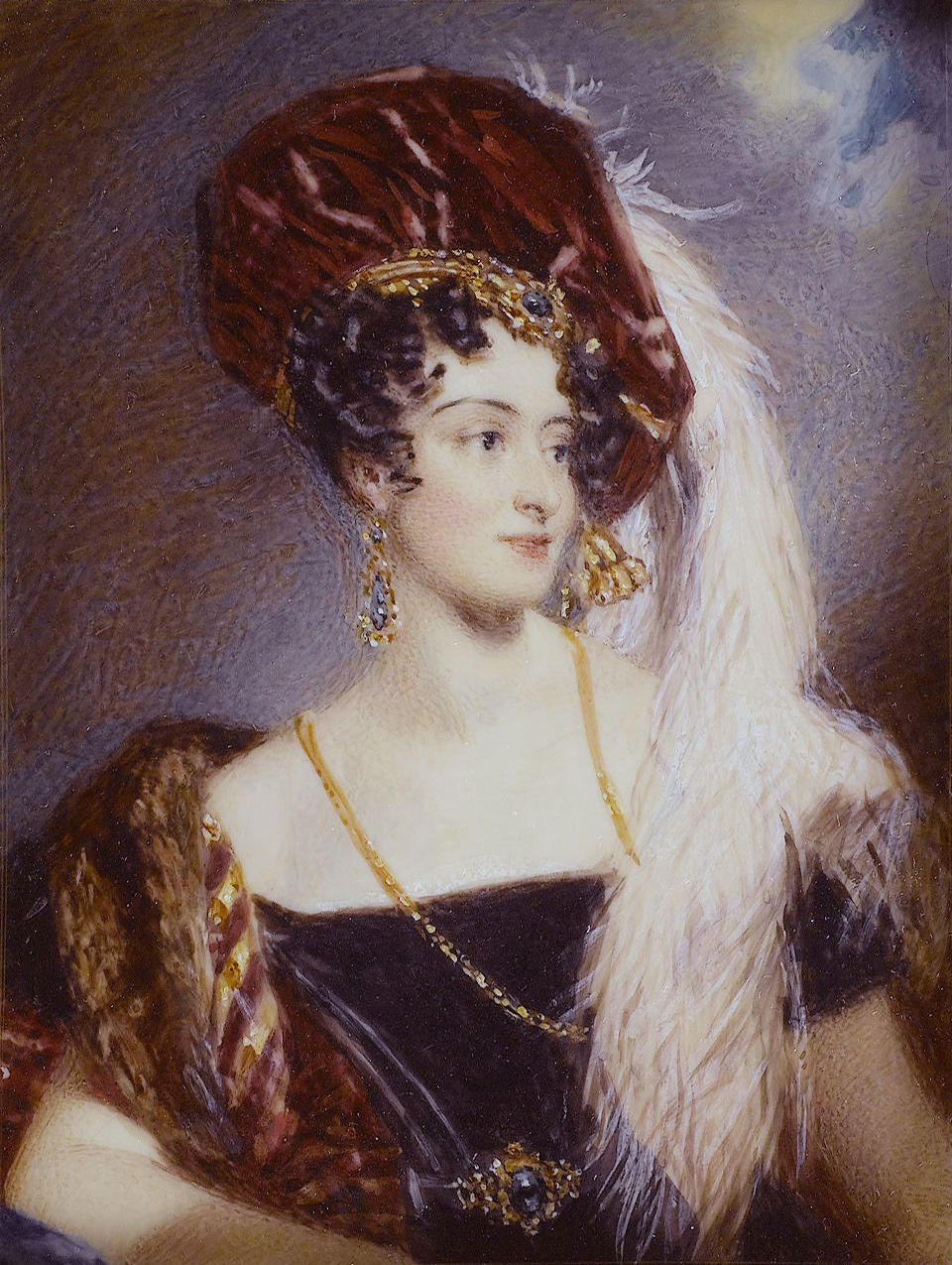
Sarah Sophia Child Villiers, Countess of Jersey (född Fane) (Alfred Edward Chalon).

Sarah Sophia Fane, född 1785, död 1867, var en brittisk bankir. 
Hon var dotter till Sarah Anne Child och John Fane, 10th Earl of Westmorland, och dotterdotter till bankirerna Robert Child och Sarah Child. Hon ärvde i enlighet med sin morfars testamente sin mormors andel av banken Francis Child Esq & Co. vid dennas död 1793, trots att hon hade en äldre bror som enligt tidens sed normalt skulle ha ärvt; i praktiken övertog hon sin andel 1806. 
Hon gifte sig 1804 med George Villiers, 5th Earl of Jersey, något som enligt samtida lag gjorde henne omyndig. Genom särskilda juridiska arrangemang hade hon dock fått tillstånd att behålla sitt arv som enskild egendom, och blandade heller inte in sin make i sina affärer, utan deltog istället personligen i bankaffärer. För en gift kvinna att på detta sätt ägna sig åt affärer utan makens inblandning uppfattades under denna tid som provocerande och kontroversiellt. 